# Teatro D. Pedro II
O Teatro D. Pedro II foi um teatro que existiu na cidade do Rio de Janeiro inaugurado em 1871 e, a partir de 1875, recebeu o nome de Teatro Imperial D. Pedro II.
Em 1890, após a Proclamação da República do Brasil, passou a chamar Teatro Lyrico. O prédio foi demolido em 1934.